# Astrolabe Reef
Koordinaten: 37° 32′ S, 176° 26′ O
Das Astrolabe Reef liegt in der Bay of Plenty auf der Nordinsel Neuseelands, nahe Motiti Island. Das Riff, das bei Niedrigwasser zu sehen ist, ist ein bekanntes Tauchgebiet.
Seinen Namen erhielt das Astrolabe-Riff von Jules Dumont d’Urville, der es am 16. Februar 1827 nach seinem Schiff, der Astrolabe, benannte.
Am 5. Oktober 2011 lief das an die in Genf beheimatete Reederei Mediterranean Shipping Company vercharterte Containerschiff Rena auf das Riff auf und schlug leck. Die dadurch entstandene Ölkatastrophe vor Neuseeland verschmutzte die umliegenden Strände und führte zu einem Massensterben bei der hier heimischen Vogel- und Fischpopulation.